# Mustafa Mohamed
Mustafa Mohamed (né le 1er mars 1979 à Mogadiscio, Somalie) est un athlète suédois, spécialiste du cross country et du steeple. Il mesure 1,71 m pour 53 kg. Son club est le Hälle IF. 

## Biographie
Arrivé en Suède à l'âge de 11 ans, Mustafa Mohamed habite dans la commune d'Uddevalla (Ljunskile).

## Meilleurs temps
- 1 500 m : 3 min 44 s 41 		2rA 	Karlskrona 18 juin 2007
- 3 000 m : 7 min 59 s 40 	 	 	1er Kungälv 25 juin 2006
- 2 000 m steeple : 	5 min 37 s 00 	1er 	NC-j	Karlskrona 14 août 1998
- 3 000 m steeple : 8 min 05 s 75 (NR) 	 1er Heusden-Zolder 28 juillet 2007

## Palmarès
Championnats d'Europe de cross-country
- Médaille de bronze en 2007, 2008.
- Médaille de bronze en junior en 1997.